# 植木悠治
植木 悠治（うえき ゆうじ、1994年1月11日 - ）は、元ラグビーユニオン選手。

## 来歴
常翔学園高校時代、高校日本代表に選ばれた。
2012年、明治大学に入る。
2015年、第3回関東大学オールスターゲームの対抗戦選抜メンバーに選ばれた
2016年、明治大学卒業後、ヤマハ発動機ジュビロ(現・静岡ブルーレヴズ)に加入。同年9月10日に行われたジャパンラグビートップリーグ第3節の宗像サニックスブルース戦にて途中出場で公式戦初出場を果たす。
2023年8月に肩の亜脱臼による骨折、10月に肩の脱臼と肩腱板断裂で、公式戦から離脱。
2025年5月、静岡ブルーレヴズを退団、選手引退した。